# After Sex - Dopo il sesso
After Sex - Dopo il sesso (After Sex) è un film del 2007 scritto e diretto da Eric Amadio.
Il film è costituito da otto episodi, nei quali altrettante coppie di amanti di vario tipo, etero e omosessuali, coniugi maturi e adolescenti al loro primo rapporto, dialogano dopo aver consumato un amplesso, come esplicitato dal titolo.
Nei titoli di testa, animati da Rodrigo Ojeda e Lalo Alcaraz, i nomi degli attori sono accoppiati come i rispettivi personaggi e simulano l'atto sessuale.

## Colonna sonora
La colonna sonora comprende i seguenti brani:
- One More Day, scritta da Christopher Mezera, cantata da Pure Dream Ladder
- Hello to Yesterday, scritta e cantata da Stephen Light
- Whose Ready 2 Rokk, scritta da Stephen Light ed Edward Cisneros, cantata da The Ducktape Cowboys
- Still I Rise, scritta da Al E Cat ed Harriet Roberts, cantata da Harriett Roberts
- Surrender, scritta da Christopher Lennertz e Stephanie Casey, cantata da Star Belly
- Undercover Delight, scritta e cantata da Susan Howard
- Bodega Street Corner, scritta da Ali Theodore, Zach Danziger e Vincent Alfieri, cantata da El Berhknokies